# Битва під Хотином (1621)

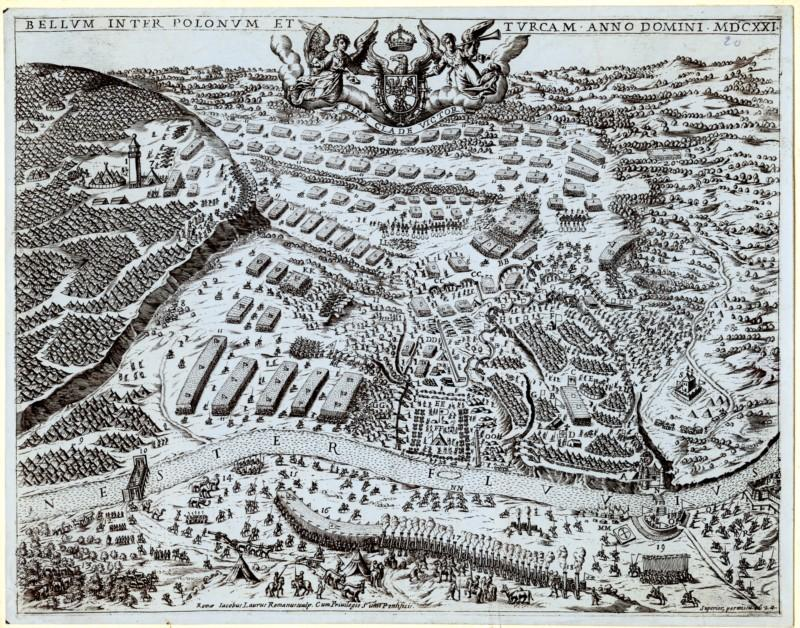
Хотинська битва 1621

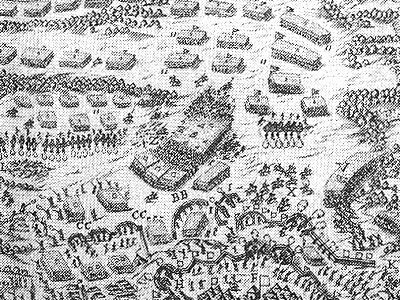
Хотинська битва :1621

Хоти́нська би́тва 1621 — битва між військами Речі Посполитої та Османської імперії біля міста Хотина́, завершальна частина Хоти́нської війни 1620—1621 років. Закінчилась перемогою об'єднаних сил Речі Посполитої та українського козацтва. Величезний внесок у знищення османської армії під Хотино́м зробили запорізькі козаки на чолі з гетьманом Петром Сагайдачним. Внаслідок поразки під Хотином, турецький султан Осман II був змушений припинити війну.

## Передумови битви
Після розгрому королівських військ під Цецорою 1620 року і татарського нападу на Поділля, султан Осман II розробив план завоювання України, Речі Посполитої, а згодом і Центральної Європи. 160-тисячній османській та татарській армії протистояло лише 87-тисячне польсько-литовське та козацьке військо. Деякі джерела вказують кількість османсько-татарських військ — 300—700 тис. Щоби знайти собі союзника, уряд Речі Посполитої звернувся до українських козаків по допомогу, обіцяючи різні права і привілеї.
Султан зібрав військо своїх підлеглих з трьох частин світу.
Козацька Рада 17 червня 1621 року в урочищі Суха Діброва, ухвалила взяти участь у боротьбі проти Османської імперії і вислала до Варшави посольство на чолі з гетьманом Петром Конашевичем, щоби за свою участь у проти-османській боротьбі забезпечити деякі привілеї для козацтва та права для Православної Церкви в Україні.
1617 року гетьман коронний Станіслав Жолкевський підписав з османами Бушанський мирний договір, за яким молдовсько-волоські землі, а також оборонний замок Хотин переходив під владу османів. Прикордонні замки Каравул та Бершадь мали бути зруйновані. Місцева шляхта була незадоволена таким рішенням.

### Цецорська битва
Через нерівні сили (з боку С. Жолкевського 8 000, а османсько-татарських військ — 100 000) Цецорська битва закінчилась поразкою та смертю самого Станіслава Жолкевського, а османи здобули легку перемогу. Гетьман Жолкевський говорив, що «війна з османами — це не іграшка» і не хотів іти під Цецору, але король дав наказ взяти участь в битві, обіцяючи надати допомогу (те ж саме обіцяв молдовський господар Гаспар Граціані). Останній втягнув Жолкевського в битву, подавши відомості про сили противника: не більше як 10 000. Взявши «язика» та дізнавшись про дійсну кількість татарсько-османського війська, гетьман Жолкевський ухвалив відступати через переправу на Дністрі біля Могилева-Подільського на власну територію. Відступ проходив табором, оточеним чотирма рядами возів, через це татари не нападали. Напали вони на козацько-польське військо вночі під час переправи бродом.
Багато шляхти під час переправи загинуло (зокрема, староста генеральний подільський Валентій Александр та його син Войцех Калиновські) або потрапили в полон (польний гетьман Станіслав Конєцпольський, син С.Жолкевського Ян і його небіж Лукаш, князь Самійло Корецький, ротмістр, майбутній брацлавський воєвода Миколай Потоцький - «Ведмежа Лаба», галицький староста Миколай Струсь, майбутній подільський воєвода Марцін Казановський, вінницький староста Олександр Балабан, а також Михайло Хмельницький (підстароста) тощо).

### Після Цецори
Річ Посполита не була готова до війни. Під Могилевом-Подільським поліг досвідчений 73-річний коронний гетьман Станіслав Жолкевський, польний гетьман Станіслав Конецпольський перебував на той час в османському полоні, тому очолити війська мусив 72-річний великий гетьман литовський Ян Кароль Ходкевич. Король Речі Посполитої звернувся по допомогу до всіх монархів Європи, але її не отримав.
Підтримка була тільки з боку запорізького козацтва (40 000 вояків). Гетьман Сагайдачний, пам'ятаючи про невиконання коронним урядом обіцянок перед походом на Москву для врятування королевича Владислава, не одразу погодився допомагати і спочатку не поспішив на раду до Варшави, куди його запросили, та ухилився від будь-якої підтримки Корони. Поляки для умовляння Конашевича діяли через патріарха Феофана, який перебував у Києві. Після звернення останнього Сагайдачний погодився за умови, якщо Феофан та королівський посол Бартломей Обалковський запевнюють підтримку королем нововисвячених митрополита і єпископів. У Варшаві гетьмана та козаків зустріли з шанобою. Він знову висунув кілька умов, які прийняли і затвердили, після чого поспішив до Києва і відпустив патріарха Феофана до Єрусалиму. Перед початком бойових дій Сагайдачний у Львові зустрівся з королевичем, де його, виходячи з архієрейського двору, побачив король, який вклонився та нагадав, що доручає Конашевичу сина.
Напередодні битви провіант і порох, який везли з Кам'янця, захопили османи і відрізали можливість постачання провіанту з Кам'янця. У військовому таборі не вистачало харчів, їх щоночі добували козаки. На мить підписання договору залишилася тільки бочка пороху.
Королевич Владислав захворів напередодні битви, тож участі в ній не брав.
Всі мешканці, побачивши війська, які йшли в Хотин, покинули місто.

## Військові сили
Річпосполитські війська:
- Крилаті гусари (важка кавалерія) — 8280
- Рейтари (німецька кіннота)  — 2110
- Панцирні та надвірні козаки — 7200
- Піхота коронна — 7700
- Піхота німецька — 6450
- Лісовчики — 1200
- Козаки запорозькі — 41 520 (з них 700 донських козаків)[6]
- 51 гармата (з них 23 козацькі), також козацькі ожиги та гаківниці

Війська Османської імперії, які очолили 10 пашів, великий візир, татарський хан Джанібек та Кантемир Мурза:
- Всього від 240 до 300 тисяч воїнів, озброєних слуг та челяді
- 250 гармат
- 4 бойові слони

## Хід битви

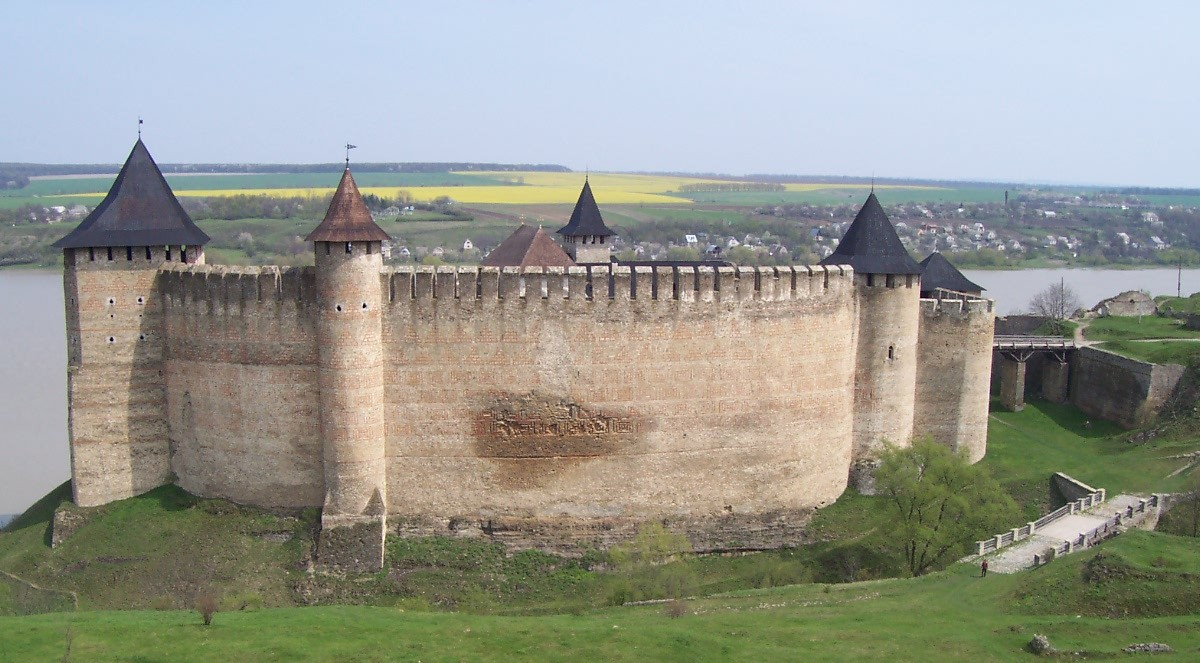
Хотинська фортеця

Хід воєнних дій за Кам'янецькою хронікою Аксентія Каменація (учасника подій, який володів османською мовою і часто був за перекладача).
- 13 липня — Ян Кароль Ходкевич прийшов з військом у табір під Оринином.
- 20 липня — Ходкевич з 30 000 військом пройшов повз Кам'янець і став табором в Олександрівському укріпленні біля с. Брага на Дністрі (навпроти Хотинської фортеці).

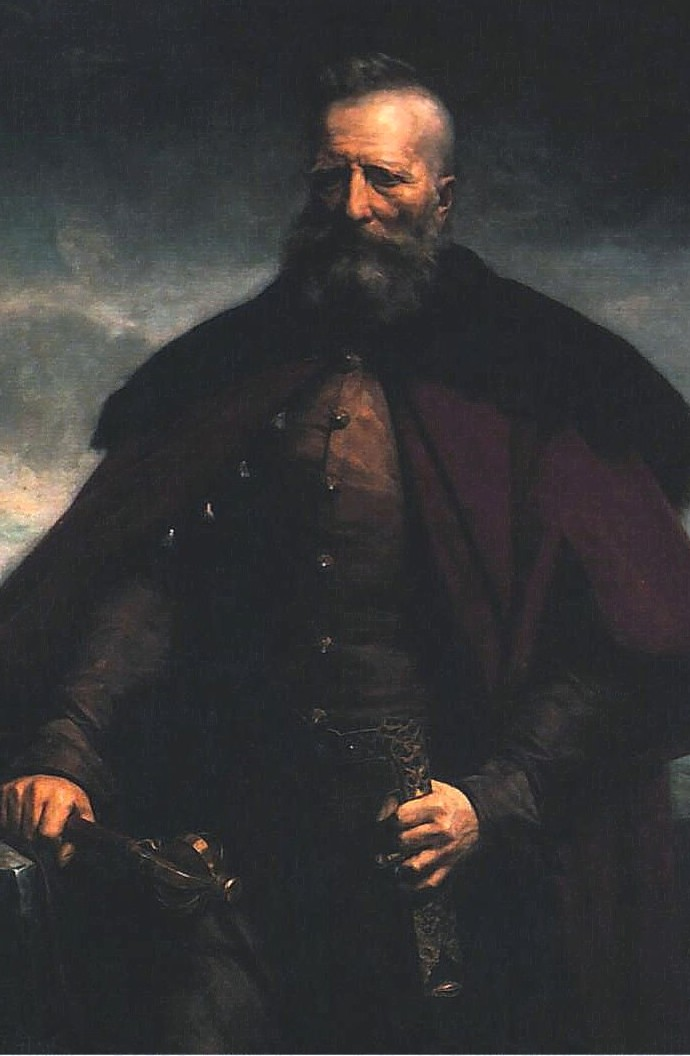
Ян Кароль Ходкевич

- 23 серпня — королевич Владислав прибув до Кам'янця з 4 000 жовнірами Речі Посполитої та 8 000 німецьких найманців. Розмістив свій табір під Довжком. Наступного дня приєднався до Хоткевича.
- 25 серпня — до табору під Хотином прибули 41 520 козаків з Яцьком Бородавкою. Вони за півтора тижня пройшли Молдовою. У боях вони вбили сілістринського пашу Хусейна, а в одній із битв був легко поранений в плече Сагайдачний. В одній сутичці передовий 4000 загін козаків був оточений османами і розбитий, у чому згодом козаки звинуватили гетьмана Бородавку тож це стало причиною його страти.
- 26 серпня — повінь зруйнувала міст через Дністер, і на його відновлення потрібно було 5 днів. Тоді все військо переправилось на інший берег під Хотинський замок.

- 1 вересня — прибув султан Осман II з 250-тисячним військом і 250 гарматами. З тих гармат 14 було важких, на перевезення яких потрібно було по 30 пар волів, для інших по 9-10 пар волів і для легких гармат — по 4 пари. Султан розташувався за чверть милі від табору Речі Посполитої, тому з одного табору було добре видно інший. Щойно османи стали табором, одразу почали обстріл. Проти них вийшло кілька ескадронів Речі Посполитої. Втрати з обох сторін були незначні.
- 2 вересня — підійшов кримський хан зі 130-тисячним військом. Він став табором поруч із османами. Кантемир Мурза із 80 тисячами татар переправився через Дністер і отаборився на Кам'янецькому шляху, щоби відрізати надходження припасів з Кам'янця. В цей час якраз везли порох королевичу, який дістався татарам. 
Кантемир мурза з 50 000 пішов на Замостя і Люблін грабувати і повернувся звідти з багатою здобиччю. Міщани Кам'янця, зібравшись, зробили на частину татар вилазку і відбили полонених та забрали награбоване. Татари помстилися тим, що поруйнували гарно збудовану церкву св. Георга в Кам'янці, а також дах церкви Св. Хреста.
- 4 вересня — османи підійшли з гарматами і впродовж дня атакували козаків. Ввечері козаки зробили вилазку, татари почали втікати, козаки гнали їх до самого табору. Поляки не змогли дати підкріплення, козаки захопили 7 гармат, та не змогли їх забрати, бо вони були прикуті до дубів та одна до одної. Козаки повернулись із сокирами і, порубавши колеса, відтягли гармати у власний табір.
- Два наступних дні не відбувалося нічого, бо османський султан Осман був лютий — йому обіцяли за день розбити противника. В шаленстві він наказав стратити одного пашу, скинути яничарського агу і закувати молдовського господаря Олександра.
- 7 вересня — османи атакували козаків та після обіду напали на гайдуків і піхотинців Речі Посполитої. На чолі османів був багдадський паша — Мустафа. Того ж дня о 23 годині 15 000 військо пішло в наступ до воріт табору Речі Посполитої, де був польний гетьман. Коронний гетьман Ян Кароль Ходкевич, побачивши противника, сам кинувся назустріч османським військам. Але ескадрони каштеляна Потоцького, Прокопа Сенявського та коронного гетьмана не допустили, щоби він вступав в бій; Потоцький в ході бою отримав удар списом і за 5 днів помер. Османи кинулись тікати й їх гнали до табору. Втрати османів в цьому бою були 1200 осіб. З боку Речі Посполитої вбито 2 офіцерів і забрано хоругви коронного гетьмана. Османи цілу ніч ходили зі смолоскипами, збираючи тіла знатних людей, а інших залишили на полі. Козаки перейшли в наступ, увірвались у османський табір, але не змогли його захопити цілком, бо з невідомих причин Ян Кароль Ходкевич своєчасно не допоміг. Це призвело до відкритого вислову незадоволення з боку козаків. Королевич призначив депутатів для ведення слідства, один із яких — Якуб Собеський — звернувся до них зі схвальною промовою, що заспокоїло становище. Через 3 дні королевич Владислав та Я. К. Ходкевич захворіли на пропасницю: перший вижив, другий помер [7].

- 11 вересня — відбувся великий бій переважно з козаками, а також піхотинцями та жовнірами. Того ж дня Яцька Бородавку скинули з гетьманства і обрали Сагайдачного, якому віддали Бородавку, а за 2 тижні він наказав його стратити.
- 12 вересня — від османів прибув посланник Констянтин, син Баптиста, який просив прислати посла до султана.
- 13 вересня — до османів відіслали посла Зелінського і відпустили османського посла.
- 15 вересня — прибув улюбленець султана паша Буди Карахаш з 4000-м військом. Султан подарував йому каптан і дозволив паші здійснити напад, надавши для цього 27 000 османів. Паша поклявся йому взяти противника того ж дня. В обід сили паші були під валами, а інші — з гарматами, з усіх боків вдарили на козацький табір. Також вони вдарили з тилу на німців на чолі з Ваєром, але німецькі вояки навели відразу в своїх лавах порядок і погнали їх. Карахаш паша був підстрелений німцем у ногу і впав з конем. Йому було подано іншого коня, але паша не встиг на нього сісти — німець пострілом у груди вбив його. Османи відступили до лісу. Втрати османів за цей день склали 2800. Султан був дуже засмучений, бо на цього пашу він покладав усі надії.
- 22 вересня — султан усунув з посади великого візира і поставив нового, Ділявера-пашу. Того ж дня козаки напали на османські намети, колишній великий візир Хусейн-паша, втікаючи від козаків, сховався в лісі і на другий день його там знайшли мертвого. Вмер паша від переляку (за щоденником Якуба Собєського).
- 22 вересня — гетьман наказав 1200 козакам і 300 гайдукам переправитись через Дністер та здобути 2000 османську залогу, яка охороняла османський нещодавно відбудований міст. Козаки перебили османів, які тоді спали і вбили Алі пашу й пашу Карахісару. Залишили в живих тільки чорного арапа, якого віддали королевичу.
- 23 вересня — османи цілий день з гарматами атакували козаків, наступали на табір Речі Посполитої.
- 24 вересня — пішов з життя коронний гетьман. Але османи про це не узнали. Того ж дня османи з великих гармат били безперестанку по козаках та лісовчиках.
- 26 вересня — османські вояки переправили через Дністер 18 гармат, поставили їх навпроти польового табору та почали стріляти з ранку до вечора по козаках та лісовчиках.

- 27 вересня — султан наказав переправити через Дністер 40 гармат і чотирьох пашів з військами. За наказом султана військо великими силами пішло на козаків. Сам султан сидів за Хотином на пагорбі Городище і звідти спостерігав за ходом атак. Одне ядро влучило в намет паші, після чого османи взяли волів, щоби забрати гармати, та ганебно покинули поле бою. Султан того дня кинув величезні сили в бій проти козаків, їх було атаковано 9 разів, військо Речі Посполитої — тричі. В той день полягло дуже багато османського війська.
Аксентій, учасник битви та кам'янецький літописець, підсумовує: битва була виграна завдяки мужності козаків, які були на боці королевича, бо вони щодня робили вилазки проти ворога. Якби не козаки, то хто знає, що сталося би з коронним військом. Османи знали, що козаки дуже потужні і через це кидали основні свої сили проти них — вони казали, що коли справляться з козаками, то з військом Речі Посполитої впоратися буде набагато легше. Не було такої ночі, щоби козаки не нападали на османський табір і приходили звідти з великою здобиччю.
- 29 вересня — до османського табору направили послів, вони вирушили разом з османськими послами, які прибули два дні тому. Головою посольства був Яків Собеський, його супроводжували 200 багато вбраних вершників, князі і шляхта були ошатно вдягнені, а на коней накинули тигрові та леопардові шкури. Зустріч послів відбулась біля османського табору. Вершники Речі Посполитої, передавши послів, повернулись. Того самого дня султан послав 500 яничарів та 8 гармат на Пнівський замок, який зумів оборонитися.

## Наслідки битви

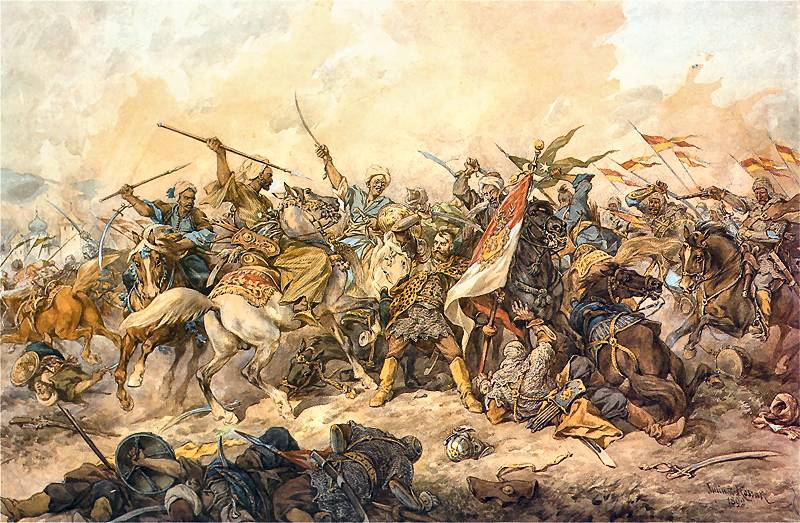
Хотинська битва 1621

Пам'ятник Сагайдачному біля Хотинської фортеці

Внаслідок битви османські втрати склали близько 80 тис. чоловік. 29 вересня між командуванням польсько-козацьких і османсько-татарських військ почалися переговори про укладення миру. Вони закінчилися підписанням угоди 8 жовтня 1621 року. За мирною угодою сторони домовлялися про відновлення дипломатичних зв'язків.
Хотинська війна показала малу придатність кінноти у позиційних війнах. Загинули майже всі коні. Гусарія Речі Посполитої не мала впливу на хід бойових дій під Хотином. Вирішальну роль у битві відіграли піхота та артилерія.
Наслідки Хотинської битви мали велике міжнародне значення. Ця битва змусила Османську імперію відмовитись від задумів завоювання Європи. В Османській імперії, експедиція була оголошена успішною, бо імперія зберегла контроль над Молдовою. Також король Речі Посполитої утримував козаків від походів на османські землі.
На честь Хотинської битви Папа Григорій XV та Папа Урбан VIII за мужність війська присвятили день пам'яті — 10 жовтня і католицька церква до кінця 19 ст. відправляла в цей день спеціальну службу.

## Битва в художній літературі

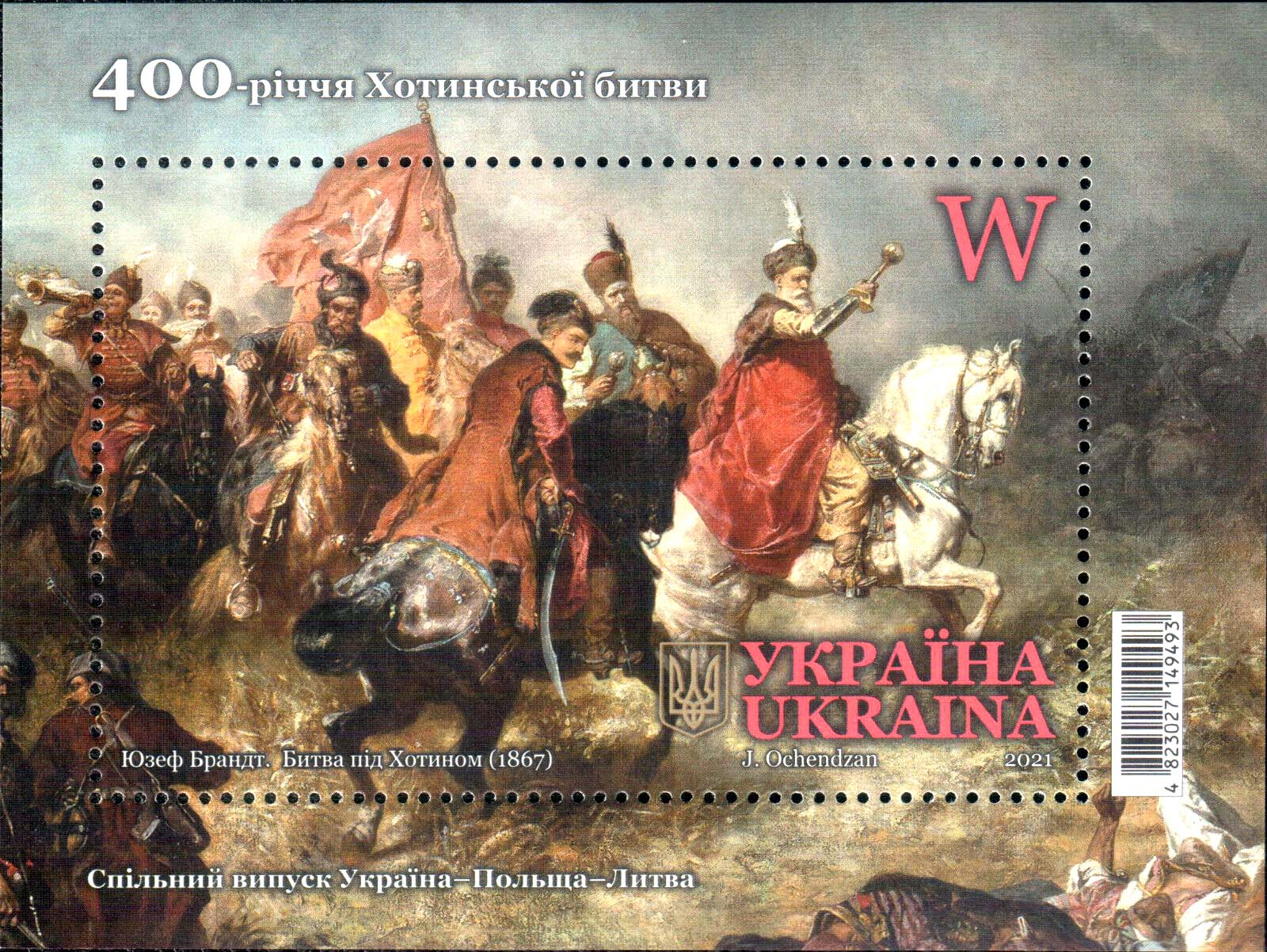
Поштова марка «400-річчя Хотинської битви»

- Український письменник Віталій Рогожа в історичному романі "Петро Сагайдачний" трилогії "Запороги", Київ: Самміт-Книга, 2014
- Український письменник Осип Маковей написав повість «Ярошенко».
- Про ці події згадувала Зінаїда Тулуб в історичному романі «Людолови».
- Бартоломей Зиморович. «Пам'ятки війни турецької в 1621», Краків 1623
- Пйотр Напольський. «Кривавий Марс народу сарматського»
- Самуель Твардовський. «Владислав, король польський»
- Ігнацій Красінський. «Війна Хотинська»
- Вацлав Потоцький. «Війна Хотинська»
- Хорватський поет Іван Гундулич відобразив її у поемі «Осман».

|                          |  |  |
| Монета «Хотинська битва» |  |  |

## Битва в мистецтві

### Галерея

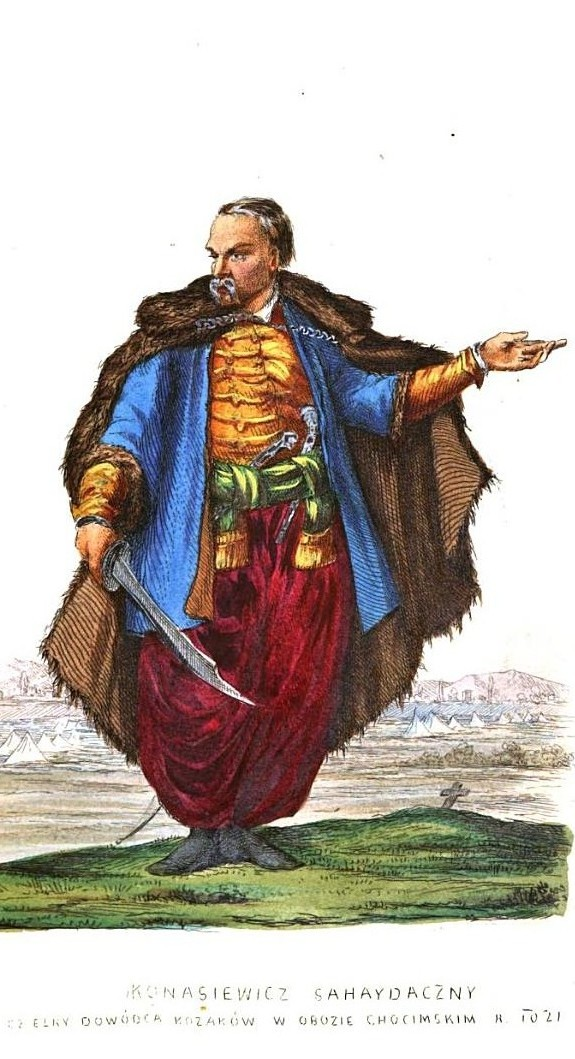
Петро Конашевич в таборі під Хотином 1621
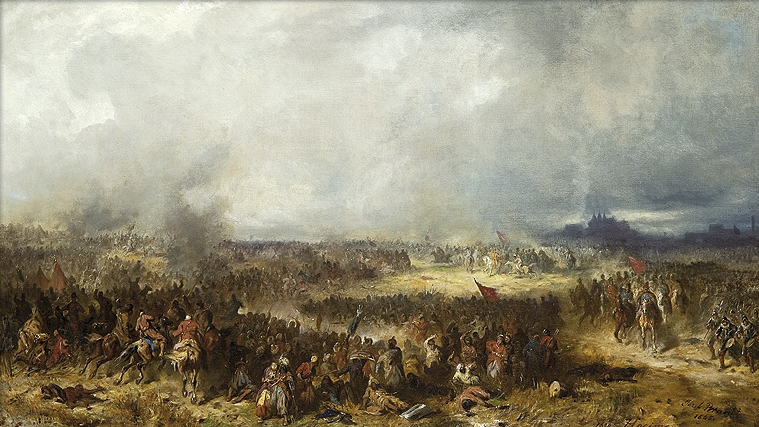
Під Хотином 1621. Йозеф Брандт
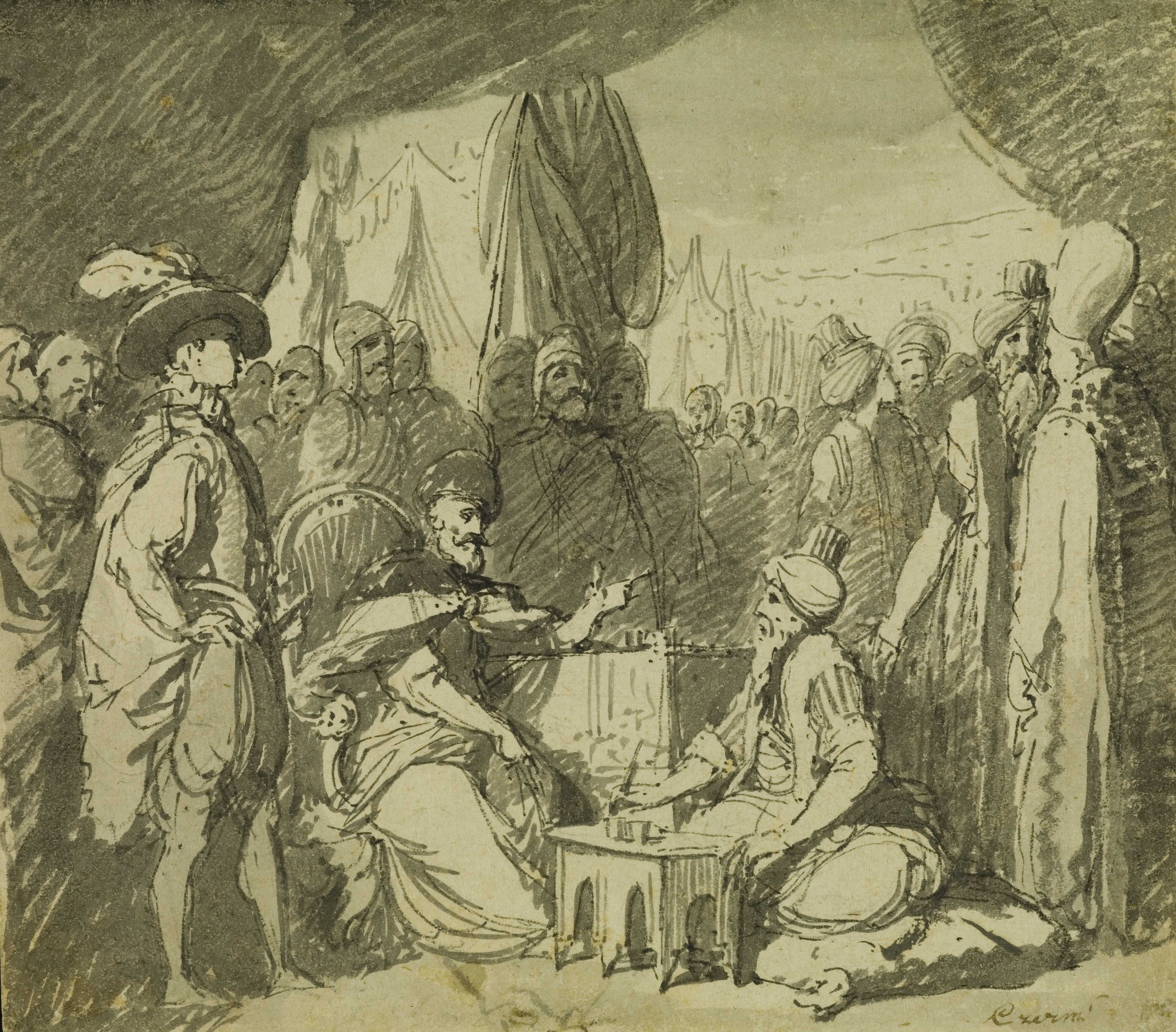
Мирний договір. Франциск Смуглевич. 1785
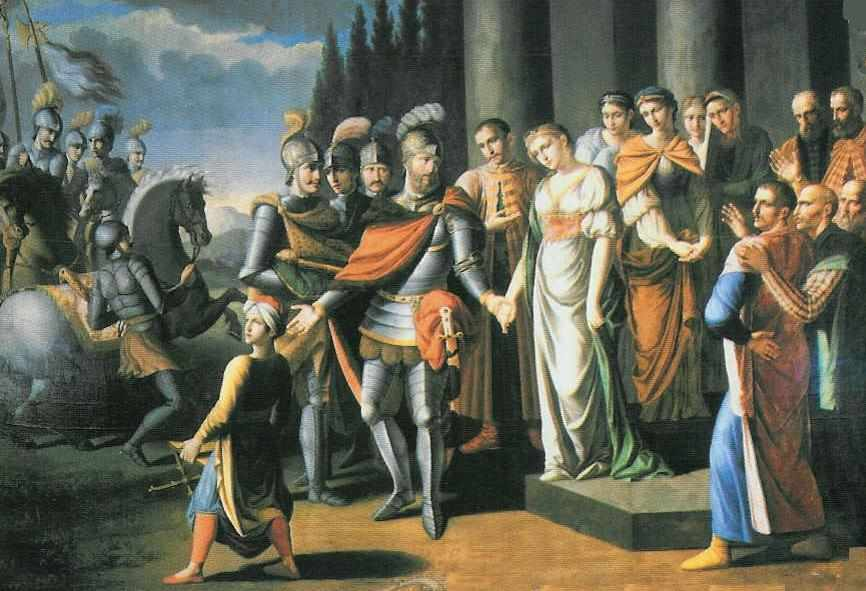
Прощання Хоткевича перед Хотинською битвою
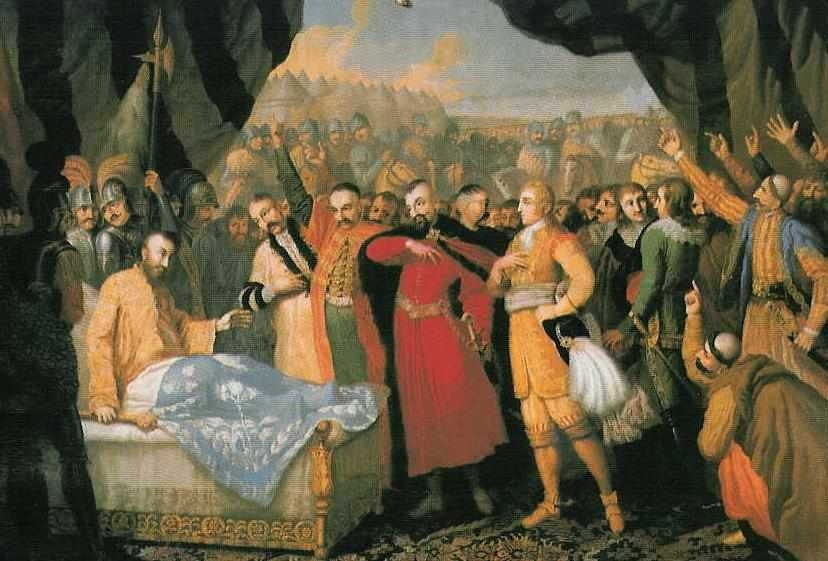
Смерть Яна Хоткевича
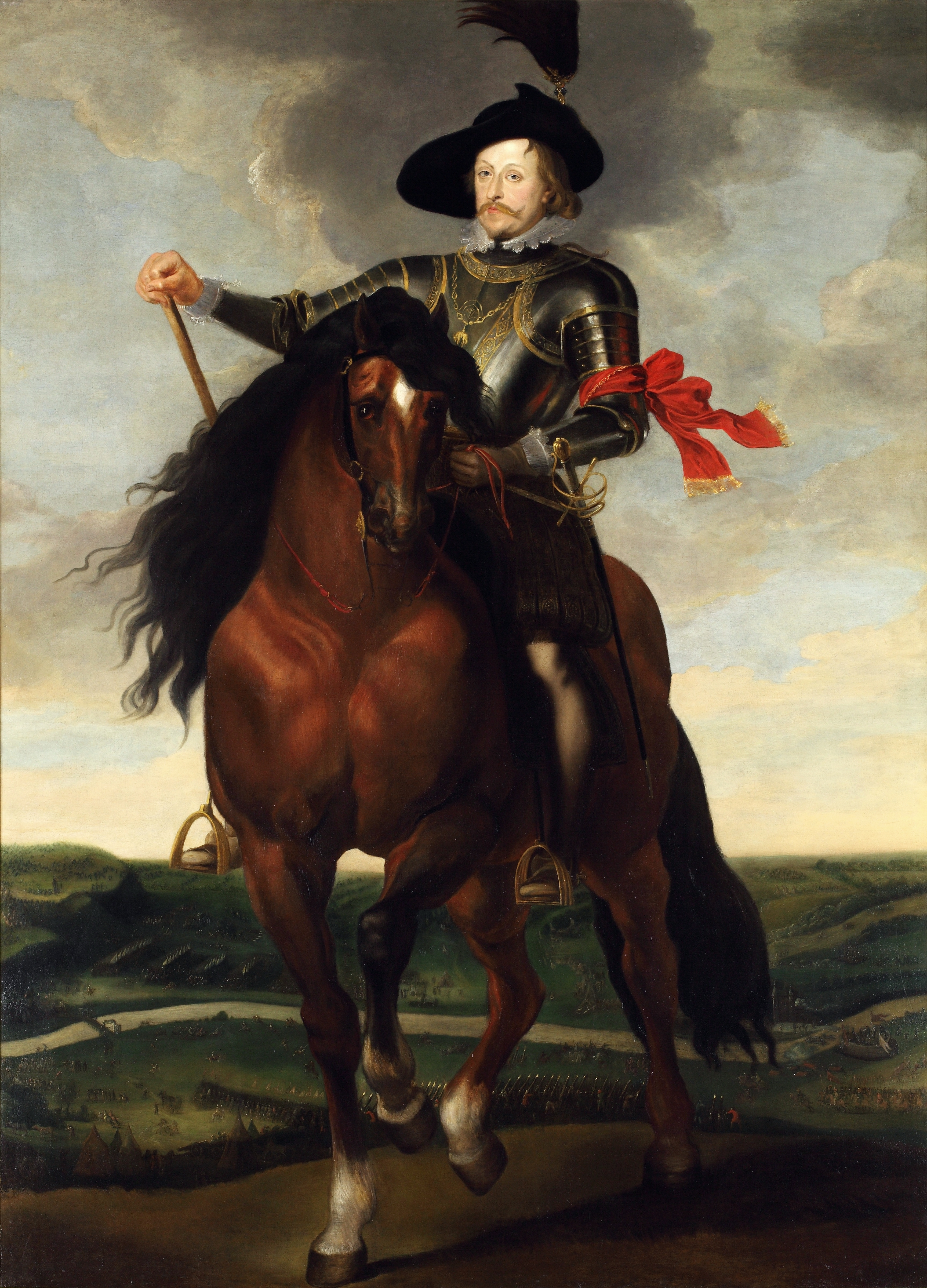
Владислав IV Ваза на фоні Хотинської битви. 1624
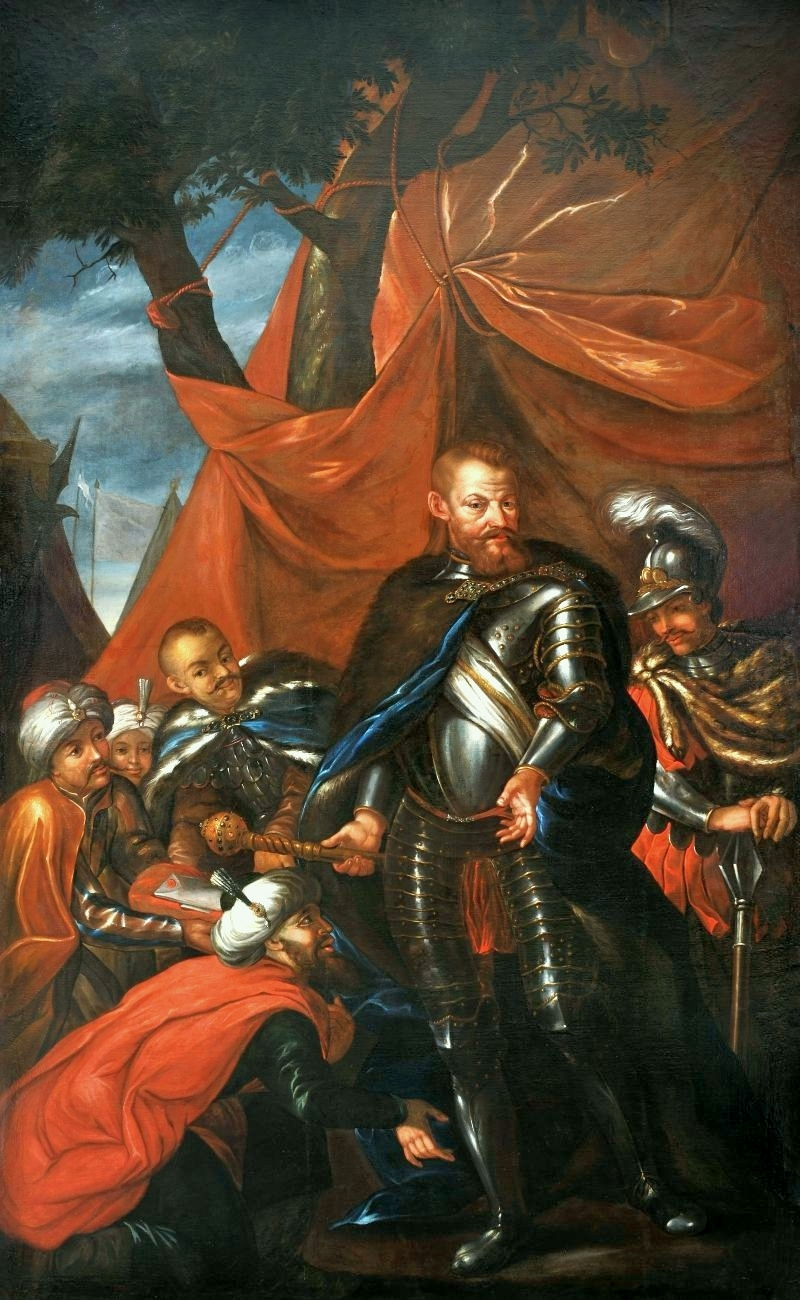
Станіслав Любомирський під Хотином. 1647
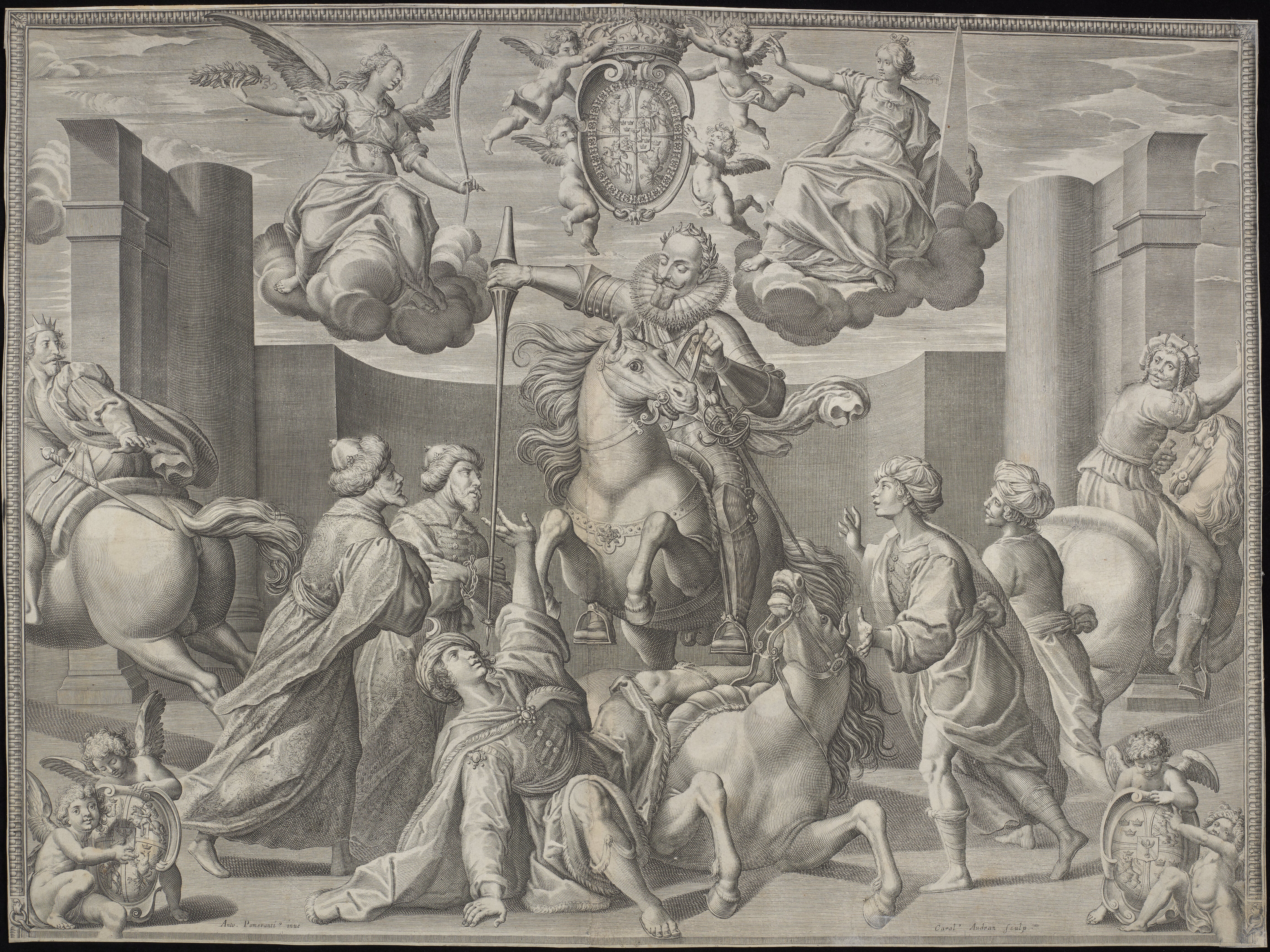
Прославляння Сизімунда III Вази після Хотинської битви.

## Щоденники Хотинської війни 1621
- Щоденник Прокопа Збігневського, вид. 1621.
- Ян Остророг «Війна волоська…», вид. 1622. Був перекладений Самійлом Величком і доповнений козацьким літописом, виданий 1848 року у Києві, Т. 1, в додатках.
- Щоденник Якоба Собеського.
- Польного гетьмана Станіслава Любомирського.
- В музеї Чарторийського у Кракові знаходилося 4 щоденники Хотинської війни.